# Abenteuer einer Nacht
Abenteuer einer Nacht er en tysk stumfilm fra 1923 af Harry Piel.

## Medvirkende
- Harry Piel
- Lissy Arna
- Friedrich Kühne
- Fred Immler
- Albert Bassermann